# Sibbaldia tenuis
Sibbaldia tenuis är en rosväxtart som beskrevs av Hand.-mazz.. Sibbaldia tenuis ingår i släktet dvärgfingerörter, och familjen rosväxter. Inga underarter finns listade i Catalogue of Life.